# Coeluridae
Coeluridae — родина хижих ящеротазових динозаврів підкласу Тероподи (Theropoda). 

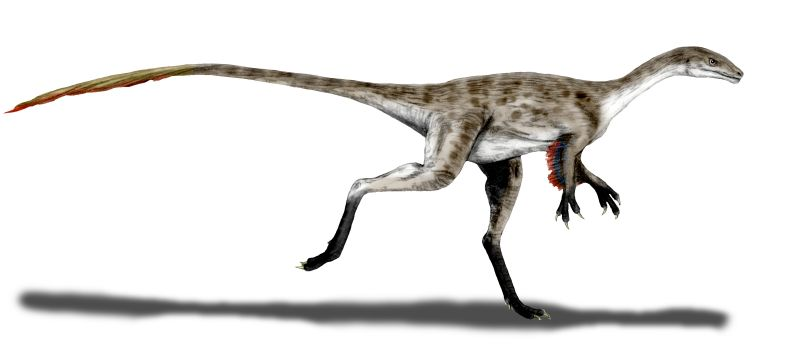
Художня реконструкція Coelurus

Це дрібні хижі динозаври, що мешкали у кінці юрського періоду. Систематика родини постійно змінюється і до кінця не визнана всіма дослідниками. Довгий час у родину включали целурозаврів, яких неможливо були віднести до інших родин. Сюди, свого часу, відносили Stenonychosaurus, Laevisuchus та Microvenator.